# Tarbinskia cognata
Tarbinskia cognata är en insektsart som beskrevs av Leo L. Mishchenko 1950. Tarbinskia cognata ingår i släktet Tarbinskia och familjen Dericorythidae. Inga underarter finns listade i Catalogue of Life.